# Serena di Roma
Serena (... – III secolo), secondo la tradizione cristiana, sarebbe stata la moglie dell'imperatore romano Diocleziano.
Venerata come santa e martire, la sua festa liturgica cade il 16 agosto.

## Agiografia e culto
Il Martirologio di Adone e i successivi della Chiesa cattolica fino al Martyrologium Romanum  ricordano alla data del 16 agosto: «A Roma, santa Serena, moglie di Diocleziano».
Negli Atti di san Marcello e di santa Susanna si dice che l'imperatrice Serena sia intervenuta per difendere i cristiani dalla persecuzione scatenata dal marito. 
Per questo la tradizione vuole che Serena sia stata ripudiata e in seguito sia morta martire proprio nelle persecuzioni attuate da Diocleziano.
Secondo fonti dell'epoca, nel periodo delle persecuzioni dioclezianee la moglie di Diocleziano si chiamava Prisca. Serena sarebbe stata dunque moglie di Diocleziano prima di lei e prima che questi divenisse imperatore.
Secondo altre fonti, Serena non morì martire ma terminò i suoi giorni in esilio a Foglia, oggi frazione di Magliano Sabina. È patrona del paese e a lei è dedicata la chiesa parrocchiale. In un'urna d'argento sono conservati i presunti resti del suo corpo.
L'esistenza di santa Serena è considerata dubbia ed è stata eliminata dal più recente Martirologio Romano.